# Association Sportive des Douanes (Senegal)
O Association Sportive des Douanes é um clube de futebol com sede em Dakar, Senegal. A equipe compete no Campeonato Senegalês de Futebol.

## História
O clube foi fundado em 1980.